# Xabier de Antoñana
Xabier de Antoñana Chasco (Viana, le 11 août 1933 et mort le 8 avril 2021) est un professeur titulaire d'une chaire de langue et littérature française, journaliste, écrivain et politicien navarrais, d'idéologie nationaliste basque et de gauche. Collaborateur avec plusieurs médias écrits basques, il a été membre du Parlement de Navarre ainsi que conseiller municipal pendant plusieurs mandats à Viana. Il est marié et il a 4 enfants.

## Biographie
Xabier de Antoñana est né à Viana, en Navarre, le 11 août 1933 au sein d'une famille traditionaliste du côté de sa mère et républicaine du côté de son père, Pablo Antoñana Angulo, maître d'école à Viana. Ce dernier était pendant la Seconde République espagnole, proche de la Confédération espagnole des droites autonomes. Sa mère lui transmet les idées du Carlisme. Plus tard, il s'intéresse au nationalisme basque.
Xabier de Antoñana fait des études secondaires au lycée Sagasta, à Logroño, et y devient professeur agrégé de français. Avant de se décider de faire des études de langue française, il fait deux années scolaires de droit et obtient le diplôme de secrétaire de mairie de Navarre, qu'il n'utilisera jamais.
En 1959, il commence des études de français à l'université de la Sorbonne à Paris. En 1967, à l'université complutense de Madrid, il obtient une licence en lettres, spécialité philologie française. De 1967 à 1969, Xabier de Antoñana occupe le poste d'assistant en espagnol à l'université de Montpellier. En 1970, il obtient une licence en journalisme à l'université complutense de Madrid. Après une année scolaire comme professeur non titulaire au lycée Sagasta, à Logroño, il part en 1972 vers le Royaume-Uni puisqu'on ne lui donne pas l'attestation de bonne conduite, c'est-à-dire l'adhésion au Mouvement national du général Franco qu'on lui exige afin de ne pas perdre son poste de travail au lycée.
Au mois de janvier 1973, Xabier de Antoñana est réincorporé au lycée Sagasta comme professeur non titulaire. En 1978, il gagne le concours de maître-assistant de français. Il développe son activité d'enseignant toujours au lycée Sagasta jusqu'à sa retraite, le 11 août 2003, à l'âge de 70 ans. En 1990, il gagne le concours d'agrégé de français. D'autre part, de 1977 à 2011, il enseigne à l'université nationale d'enseignement à distance (UNED) à Logroño, toujours comme professeur de français.

## Activités politiques
Au début des années 1970, après un séjour de 10 ans à Madrid et en France, il revient définitivement à son village natal, où il commence son activité politique, surtout contre la corruption administrative municipale. À la fin des années 1960 et au début de 1970, l'opposition politique au gouvernement franquiste était très importante à Viana. Il était d'usage, de la part des habitants des environs, d’assister aux séances publiques de la mairie, afin d'exprimer son opposition aux quelques décisions de l'assemblée municipale. Au cours de la séance plénière célébrée à la Semaine sainte de 1970, quelqu'un parmi les assistants insulta le maire. À cette occasion, un des assistants est inculpé. Le lendemain, une douzaine d'habitants aussi présents dans la salle plénière, dont Xabier de Antoñana, s'autoinculpent devant le Juge pour la même raison. En conséquence, ils ont tous été accusés devant le Tribunal de l'ordre public (TOP), mais le jugement ne se passera jamais.
À l'occasion des premières élections de la transition démocratique espagnole, le 3 avril 1979, il est élu membre du Parlement de Navarre appuyé par le Groupement électoral Tierra Estella encadré dans les Groupements électoraux des Merindades (Amaiur), dont il est nommé porte-parole. Pour cette même période législative, sa femme aussi est élue conseillère municipale à Viana.
En 1980, Antoñana se joint, avec d'autres membres du Parlement, à une grève de la faim afin de dénoncer la détention du vice-président du Parlement navarrais. Quelques jours plus tard, le 11 septembre, il est envoyé en ambulance à l'hôpital sur ordonnance facultative. Les journées précédentes, il avait souffert de quelques étourdissements et vomissements dû à sa faible constitution physique,.
En juillet de cette année, une brutale raclée, lui est donnée de la part de deux voisins du même village pour ses activités et idéologie politiques. À cause de cela, il est admis à l'hôpital de Pampelune. Ses agresseurs ont été condamnés à 8 jours d'arrêt à domicile et à lui payer une petite indemnisation en argent. Ils ne le feront jamais puisqu'ils se déclarent insolvables.
En 1983, il est élu conseiller municipal sur l'appui de la coalition Unité Populaire. En 1987 il est élu de nouveau conseiller municipal sur l'appui aussi de la coalition Unité Populaire. En 1996, il se présente aux élections municipales appuyé par Euskal Herritarrok (Citoyens basques) et est de nouveau élu.
Ami personnel de Manuel de Irujo et de Telesforo Monzón, il consacre à ces derniers ce qu'il considère être la meilleure partie de sa production littéraire. Il se déclare disciple de leurs doctrines ainsi que de leurs idées politiques et sociales.

## Activités littéraires
En 1958, Xabier de Antoñana commence sa marche journalistique en publiant des articles d'opinion au journal régional El Pensamiento navarro (« La Pensée navarraise », en espagnol) où il collabore de temps en temps. À partir de 1978, il devient collaborateur journalier du journal Egin. En même temps, il publie régulièrement des articles à l'hebdomadaire Punto y Hora de Euskal Herria (« Point et Heure du Pays Basque », en espagnol) dont il devient directeur par hasard, et ce pendant plusieurs années (1984-1986). Après la fermeture du journal Egin, il continue à écrire régulièrement au journal Gara. Pendant les dernières années, son activité journalistique continue aussi aux journaux Deia (« L'Appel », en basque) et Diario de Noticias de Navarra (« Journal des nouvelles de Navarre », en espagnol).
En 1963, il reste finaliste au concours de contes Ciudad de San Sebastián (« Ville de Saint-Sébastien ») avec son ouvrage Los nuevos lázaros (« Les nouveaux lazares »).
En 1981, il publie Bidegaina, relatos de un pueblo (« Bidegaina, récits d'un peuple ») où il insère quatorze contes créés dans l'ambiance d'une ville dont le nom d'emprunt est Bidegaina (la Viana natale de l'auteur) et aussi autour des événements de la guerre civile espagnole ainsi que d'autres circonstances politiques. Vraiment, on peut y voir une intention critique très claire sur l'injustice, le caciquisme et le népotisme grossier qui a survécu jusqu'à tout récemment dans les petits villages tels que Bidegaina. Une critique aussi sur les autorités (maires, force de l'ordre, secrétaires de mairie, etc.) qui contrôlaient la vie des gens et qui au fond désiraient seulement faire fortune.
En 1983, il présente l'ouvrage El Legaña y otros relatos (« El Legaña et autres récits ») au concours littéraire I Premio Navarra (« I Prix de Navarre ») de nouvelle en langue espagnole. Le prix a été déclaré vacant par le Jury, en accordant le second prix à l'écrivain de Pampelune Miguel Sanchez-Ostiz. Cependant, le Jury décerne une mention honorable à Xabier de Antoñana en faveur de cet ouvrage, lequel ne peut pas être lauréat — malgré sa plus grande qualité littéraire — à cause de ne pas être conforme aux conditions du concours.
En 1983, il gagne le concours de contes Villa de Bilbao (« Ville de Bilbao ») grâce au récit court La esquela (« Faire-part de décès »). Plus tard ce concours a été appelé concours de contes Gabriel Aresti.
La création littéraire de Xabier de Antoñana a été toujours en langue castillane.

## Activités sociales
Pendant les années de la transition, Xabier de Antoñana s'efforce de travailler en faveur de toutes sortes d'activités culturelles à son village ainsi que d'appuyer l'enseignement et le développement de la langue basque, une langue qu'il étudie mais il n'arrive pas à la posséder.
Au début de l'année 1970, il dirige la société Ultreya. À cette étape la société récréative conduit son activité ludique vers la société récréative, culturelle et sportive Ultreya-Berri, laquelle poussera d'une façon notable la vie culturelle et sportive du village pendant longtemps. En peu de temps elle passe de 60 membres du début à 800. La société construit un bâtiment de 4 étages, une discothèque, un café, un gymnase et une salle de réunion.
En 1978, à l'aide d'un groupe de voisins, il fonde l'ikastola Erentzun, centre éducatif, d'enseignement, où de nos jours on continue à former les enfants de la région en utilisant l'euskara comme langue véhiculaire.
En 2007, à l'occasion de célébrer le Nafarroa Oinez à Viana, l'ikastola Erentzun rend hommage à ses fondateurs ainsi qu'à d'autres gens qui ont collaboré activement pendant les premières années.
L'an 1989, Antoñana était conseiller cultural et la Mairie de Viana convoque, sur proposition de lui-même, le concours littéraire Premio Teodosio de Goñi (« Prix Théodose de Goñi ») lequel on l'a laisse tomber quand il s'est produit le suivant changement de Conseil municipal.

### Sources
- (es) Cet article est partiellement ou en totalité issu de l’article de Wikipédia en espagnol intitulé « Xabier de Antoñana » (voir la liste des auteurs).